# Poço Verde
Poço Verde é um município brasileiro localizado na região Sudoeste de Sergipe, a 145 km da capital Aracaju.

## História
Seu nome surgiu de uma fazenda que era assim identificada devido a um poço existente em seu interior, o qual mesmo em períodos de estiagem, mantinha a superfície esverdeada. Essa propriedade ficava à margem direita do Rio Real, na Bahia, integrando o patrimônio do português Garcia d’Ávila desde o século XVI, sendo comprada aos seus herdeiros por Sebastião da Fonseca Dória em 1839.
Instalado na localidade, o novo proprietário procurou a paróquia da vila de São João Batista de Jeremoabo a fim de pedir autorização para construir uma capela. Tal pedido, todavia, foi negado, o que lhe fez recorrer à paróquia da vila de Campos do Rio Real, em Sergipe, onde foi fundada a atual cidade de Tobias Barreto, a qual autorizou a construção no território por ela respondido.
Assim, em 1847, Sebastião da Fonseca Dória e sua esposa Maria do Espírito Santo compraram um terreno do outro lado do rio, onde construíram um cemitério com uma capela em seu interior, erguendo dentro desta uma imagem da Santa Cruz. A partir disso, outras construções começaram a ser feitas nas proximidades, dando início a um povoado, que mesmo em território sergipano, foi sendo identificado como Poço Verde em alusão à fazenda que lhe dera origem e que servia de referência por quem por ali passasse.
Em 1923, Poço Verde passou a ser distrito, sendo elevado à categoria de vila em 1938, com o Decreto-Lei Federal 311. E no dia 25 de novembro de 1953, por meio da Lei Estadual 525-A, adquiriu emancipação política, desmembrando-se de Tobias Barreto e se tornando o município de Poço Verde.

## Geografia
O município tem área territorial de 439.828 km² e faz  divisa com Simão Dias e Tobias Barreto, do lado sergipano; Adustina, Fátima, Heliópolis, Itapicuru, Paripiranga e Ribeira do Amparo, do lado baiano. É banhado pelo Rio Real e tem clima semiárido. Possui várias localidades rurais, cujas maiores povoações estão concentradas em: São José, Tabuleirinho, Saco do Camisa, Rio Real e Lagoa do Junco.

## Educação
Poço Verde conta com unidades educacionais de ensino infantil, fundamental, médio e superior.

## Religião
O município possui uma diversidade de crença, com adeptos do cristianismo (católico e protestante), candomblé, umbanda e espiritismo.

## Cultura
Em 2024 a mestra artesã Rosilene Fernandes, representante da Tecelagem Malhadinha, através do artesanato, levou a identidade e história da comunidade de Poço Verde e Sergipe para a 19.ª reunião de cúpula do G20.